# Nicolas Bayard
Pour les articles homonymes, voir Bayard.
Nicolas Bayard ou Nicholas Bayard (1644-1707) est un émigrant néerlandais d'origine huguenote et 12e maire de New York.

## Biographie
Nicolas Bayard est le fils de Samuel Bayard, un Huguenot français qui se réfugia dans les Provinces-Unies néerlandaises pour échapper aux persécutions contre les Protestants et aux tueries des guerres de religion.
En mai 1647, après la mort de son père, Samuel, sa mère, Ann Stuyvesant, qui était la sœur du gouverneur Pieter Stuyvesant, devenue veuve et ses enfants émigrèrent vers la colonie de la Nouvelle-Néerlande et s'installèrent à La Nouvelle-Amsterdam. Peter Stuyvesant prit sous sa protection le jeune Nicolas Bayard. Il devint secrétaire du Conseil commun de La Nouvelle-Amsterdam, puis le secrétaire particulier de Peter Stuyvesant.
En 1664, Nicolas Bayard voit les Anglais conquérir la ville de La Nouvelle-Amsterdam et la rebaptiser New York.
Le 23 mai 1666, il se marie avec Judith Verlet ou Varleth. Ils auront un fils, Samuel Bayard baptisé le 5 septembre 1669, qui deviendra par la suite juge et membre de l'Assemblée coloniale. 
En 1672, les Néerlandais reprennent la colonie et rebaptisent la ville "La Nouvelle-Orange" en l'honneur de Guillaume III d'Orange-Nassau. Nicolas Bayard devient secrétaire de la province coloniale néerlandaise d'Amérique du Nord. Mais, en 1674, les Anglais en reprennent possession et lui redonnent le nom de New York.
En 1685, il succéda à un autre Huguenot, Gabriel Minvielle, comme douzième maire de New York. 
Nicolas Bayard ne s'entendait pas avec le gouverneur anglais de New York, Edmund Andros. Ce dernier dut répondre devant la justice pour des accusations de malhonnêteté et de favoritisme dans la collecte des revenus. Edmund Andros essaya de démontrer qu'il était un administrateur capable. Mais son caractère impérieux, le rendit néanmoins impopulaire auprès des colons néerlandais et anglais. 
Nicolas Bayard possédait un ferme, sur l'île de Manhattan, avec de vastes terrains formant un grand domaine.
Nicolas Bayard et un de ses amis le lieutenant-colonel Charles Lodowick, publièrent en 1693 un livre intitulé "Récit d'une tentative des Canadiens-français sur le pays des Mohawks". 
En 1702, il fut accusé de haute trahison à la suite d'une pétition considérée comme diffamatoire envers le gouverneur britannique de New York. Mais ce dernier mourut peu de temps après la sentence et la peine fut annulée par le Conseil.